# Ангел Даскалов
 Тази статия е за просветния деец.  За политика вижте Ангел Даскалов (политик).  
Ангел Николов Даскалов е български учител, деец на Българското възраждане в Източна Македония.

## Биография
Роден е в 1854 година в неврокопското село Ковачевица, тогава в Османската империя. Баща му е видният просветен деец Никола Ковачевски, а братя са му Димитър и Тома Даскалови. Завършва гимназия в Пловдив и помага на баща си, който е сред основните борци за независимост на българската църква и за българска просвета в Неврокопско.
Заедно с баща си се заселва в Батак и участва във военната подготовка на Априлското въстание. Двамата са арестувани и осъдени на смърт. В 1877 година са амнистирани и се връщат в Батак, където Ангел Даскалов става учител. От 1886 година живее в София. В 1903 година е сред учредителите на Българската земеделска банка и работи като главен инспектор в нея.
След Първата световна война сътрудничи на органа на Македонския научен институт списание „Македонски преглед“, където публикува поредица статии под заглавие „Из миналото на Неврокоп и близките му покрайнини“.
Родният дом на Никола Ковачевски и Ангел Даскалов, така наречената Даскалова къща, е паметник на културата.